# Лукаш Гараслін
Лукаш Гараслін (словац. Lukáš Haraslín; нар. 26 травня 1996, Братислава) — словацький футболіст, півзахисник празької «Спарти» і національної збірної Словаччини.

## Клубна кар'єра
Народився 26 травня 1996 року в місті Братислава. Вихованець юнацьких команд місцевих клубів «Ламач» та «Слован».
2013 року був запрошений до академії італійської «Парма», а вже в сезоні 2014/15 дебютував за її основну команду в Серії A.
В липні 2015 року 19-річний гравець перейшов до польської «Лехії» (Гданськ), з якою уклав трирічний контракт, що згодом подовжувався. Попри юний вік відразу почав регулярно отримувати ігровий час. А в сезоні 2018/19 став вже ключовим гравцем середини поля команди із Гданська, зокрема допоміг їй вийти переможцем у тогорічном розіграші національного кубка.
На початку 2020 року повернувся до Італії, ставши гравцем «Сассуоло». Приєднався на умовах оренди з обов'язковим викупом по завершенні терміну оренди. Відіграв за «Сассуоло» півтора сезони, після чого у серпні 2021 року на правах оренди знов таки із обов'язковим подальшим викупом став гравцем празької «Спарти».

## Виступи за збірні
2011 року дебютував у складі юнацької збірної Словаччини (U-16), загалом на юнацькому рівні взяв участь у 34 іграх за команді різних вікових категорій, відзначившись 8 забитими голами.
2015 року залучався до складу молодіжної збірної Словаччини. На молодіжному рівні зіграв у 8 офіційних матчах, забив 4 голи. Згодом був у її складі учасником молодіжного Євро-2017.
Влітку 2019 року дебютував в офіційних матчах у складі національної збірної Словаччини, відтоді почав регулярно викликатися до її лав. Був основним гравцем команди на Євро-2021, де словаки не подолали груповий етап.
| Дата       | Місто           | Господарі   | Результат               | Гості       | Турнір                               | Голи | Примітки |
| ---------- | --------------- | ----------- | ----------------------- | ----------- | ------------------------------------ | ---- | -------- |
| 7-6-2019   | Трнава          | Словаччина  | 5 – 1                   | Йорданія    | товариський матч                     | 1    | 46'      |
| 11-6-2019  | Баку            | Азербайджан | 1 – 5                   | Словаччина  | Відбір до ЧЄ 2020                    | -    | 86'      |
| 6-9-2019   | Братислава      | Словаччина  | 0 – 4                   | Хорватія    | Відбір до ЧЄ 2020                    | -    | 63'      |
| 9-9-2019   | Будапешт        | Угорщина    | 1 – 2                   | Словаччина  | Відбір до ЧЄ 2020                    | -    | 86'      |
| 10-10-2019 | Трнава          | Словаччина  | 1 – 1                   | Уельс       | Відбір до ЧЄ 2020                    | -    | 79'      |
| 13-10-2019 | Братислава      | Словаччина  | 1 – 1                   | Парагвай    | товариський матч                     | -    |          |
| 16-11-2019 | Рієка           | Хорватія    | 3 – 1                   | Словаччина  | Відбір до ЧЄ 2020                    | -    | 63'      |
| 19-11-2019 | Трнава          | Словаччина  | 2 – 0                   | Азербайджан | Відбір до ЧЄ 2020                    | -    | 62' 71'  |
| 4-9-2020   | Братислава      | Словаччина  | 1 – 3                   | Чехія       | Ліга націй УЄФА 2020-2021 - 1-й етап | -    |          |
| 7-9-2020   | Нетанья         | Ізраїль     | 1 – 1                   | Словаччина  | Ліга націй УЄФА 2020-2021 - 1-й етап | -    | 87'      |
| 8-10-2020  | Братислава      | Словаччина  | 0 – 0 д.ч. (4 – 2 п.п.) | Ірландія    | Відбір до ЧЄ 2020                    | -    | 73'      |
| 11-10-2020 | Глазго          | Шотландія   | 1 – 0                   | Словаччина  | Ліга націй УЄФА 2020-2021 - 1-й етап | -    | 51' 76'  |
| 14-10-2020 | Трнава          | Словаччина  | 2 – 3                   | Ізраїль     | Ліга націй УЄФА 2020-2021 - 1-й етап | -    | 56'      |
| 1-6-2021   | Рід-ім-Іннкрайс | Болгарія    | 1 – 1                   | Словаччина  | товариський матч                     | -    | 56'      |
| 6-6-2021   | Відень          | Австрія     | 0 – 0                   | Словаччина  | товариський матч                     | -    | 76'      |
| 14-6-2021  | Санкт-Петербург | Польща      | 1 – 2                   | Словаччина  | ЧЄ 2020 - 1-й етап                   | -    | 87'      |
| 18-6-2021  | Санкт-Петербург | Швеція      | 1 – 0                   | Словаччина  | ЧЄ 2020 - 1-й етап                   | -    | 65'      |
| 23-6-2021  | Севілья         | Словаччина  | 0 – 5                   | Іспанія     | ЧЄ 2020 - 1-й етап                   | -    | 68'      |
| Усього     |                 | Матчів      | 18                      |             | Голів                                | 1    |          |

## Титули і досягнення
- Володар Кубка Польщі (1):

«Лехія» (Гданськ): 2018-2019
- Володар Суперкубка Польщі (1):

«Лехія» (Гданськ): 2019
- Чемпіон Чехії (2):

«Спарта»: 2022-2023, 2023-2024
- Володар Кубка Чехії (1):

«Спарта»: 2023-2024